# روابط افغانستان و آلمان
روابط افغانستان و آلمان (انگلیسی: Afghanistan–Germany relations) به اواخر قرن نوزدهم برمی‌گردد و از نظر تاریخی رابطه‌ای مستحکم داشته‌اند. در سال ۲۰۱۶ صد سال «دوستی» بین دو کشور جشن گرفته شد و رئیس‌جمهور افغانستان آن را «رابطه تاریخی» خواند.